# Liste der Kulturdenkmale in Niederfähre m. Vorbrücke

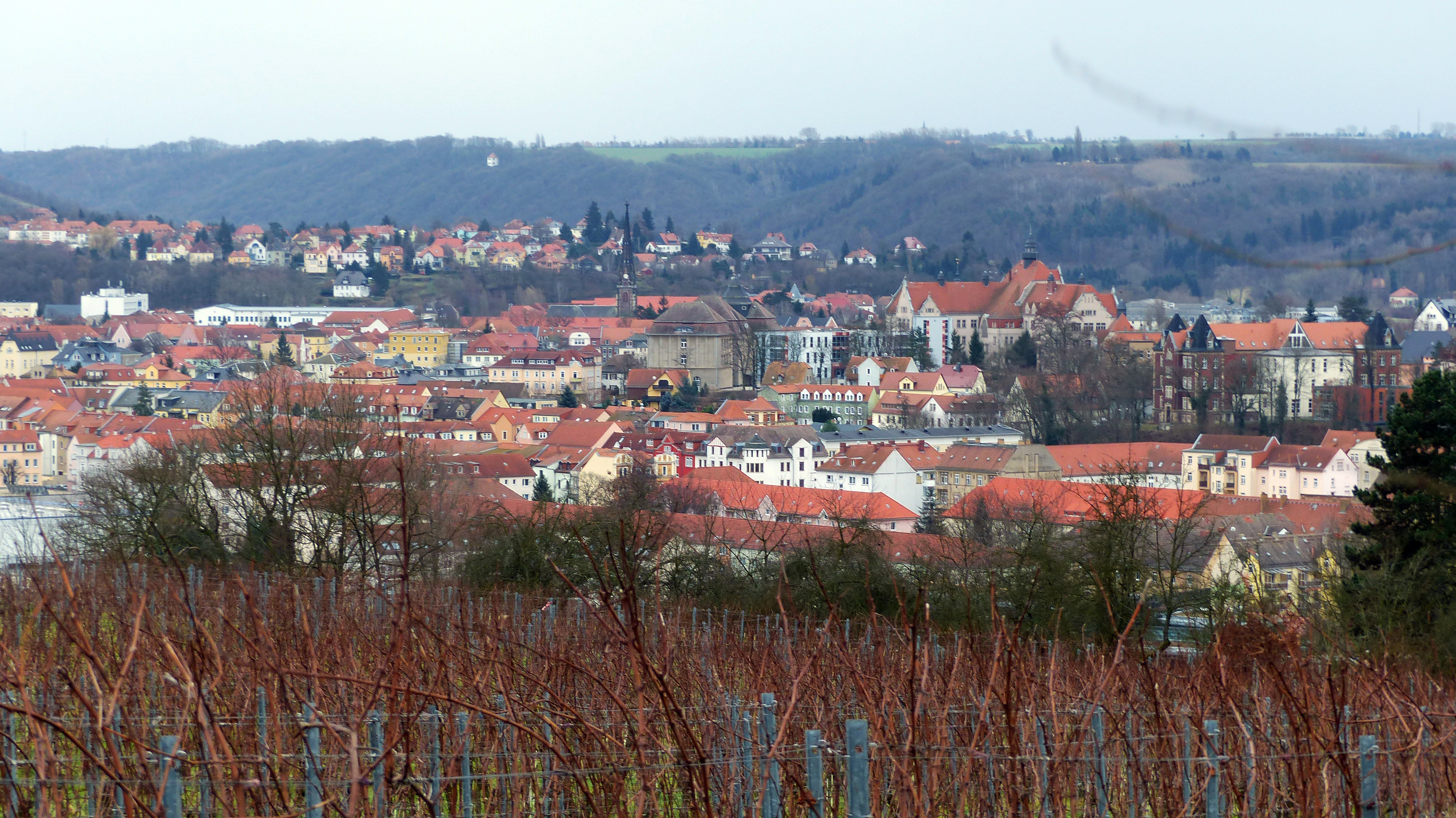
Blick auf den Stadtteil Niederfähre von Proschwitz aus

In der Liste der Kulturdenkmale in Niederfähre mit Vorbrücke sind die Kulturdenkmale der im östlichen Zentrum der Stadt Meißen am rechten Ufer der Elbe gelegenen Gemarkung Niederfähre mit Vorbrücke verzeichnet, die bis Februar 2021 vom Landesamt für Denkmalpflege Sachsen erfasst wurden (ohne archäologische Kulturdenkmale). Die Anmerkungen sind zu beachten.
Diese Aufzählung ist eine Teilmenge der Liste der Kulturdenkmale in Meißen.

## Liste der Kulturdenkmale in Niederfähre mit Vorbrücke
| Bild                                    | Bezeichnung | Lage                                          | Datierung                                                                      | Beschreibung | ID       |
| --------------------------------------- | --- | --------------------------------------------- | ------------------------------------------------------------------------------ | --- | -------- |
| Weitere Bilder                          | Verwaltungsgebäude | August-Bebel-Straße 4 (Karte)                 | 1920er Jahre                                                                   | Heute als Polizeigebäude genutzt, im Stil einer gemäßigten Moderne, baugeschichtlich von Bedeutung. Ehemals denkmalgeschütztes Hinterhaus zwischen 2001 und 2009 abgerissen. | 09265153 |
| Weitere Bilder                          | Mietshaus in halboffener Bebauung (Doppelmietshaus mit Gartenstraße 20), Ecklage                                                           | August-Bebel-Straße 12 (Karte)                | Um 1900                                                                        | Städtebaulich und baugeschichtlich von Bedeutung, ein Gründerzeithaus (zum Teil Klinkerfassade) mit Ladeneinbau | 09265154 |
| Weitere Bilder                          | Kursächsische Postmeilensäule (Sachgesamtheit): Postmeilensäule                                                                            | Bahnhofstraße (Karte)                         | Bezeichnet mit 1722, Kopie; 2004                                               | Kopie einer Kursächsischen Distanzsäule aus Sandstein, verkehrsgeschichtlich von Bedeutung. Das Original wurde 1723 als einzige Distanzsäule in Meißen, am Brücken- oder Elbtor aufgestellt. Das originale Wappen der Distanzsäule wurde 1956 in die Distanzsäule von Berggießhübel eingesetzt.                          | 09304919 |
| Direkt Bild zu diesem Denkmal hochladen | Mietshaus in offener Bebauung und Ecklage                                                                                                  | Bahnhofstraße 6 (Karte)                       | Um 1890                                                                        | Städtebaulich von Bedeutung, ortsbildprägende Lage nahe der Elbe | 09269087 |
| Direkt Bild zu diesem Denkmal hochladen | Mietshaus in halboffener Bebauung | Bahnhofstraße 9 (Karte)                       | 1882                                                                           | Städtebaulich und baugeschichtlich von Bedeutung, frühes Gründerzeithaus (noch von klassizistischer Wirkung) | 09269088 |
| Direkt Bild zu diesem Denkmal hochladen | Mietshaus in geschlossener Bebauung und Ecklage                                                                                            | Bahnhofstraße 11 (Karte)                      | Um 1880                                                                        | Städtebaulich von Bedeutung | 09269089 |
| Weitere Bilder                          | Bauernhaus | Feldgasse 4 (Karte)                           | 1. Hälfte 19. Jahrhundert                                                      | Sozial- und baugeschichtlich von Bedeutung (Fachwerkbau), straßenbildprägend | 09265420 |
| Weitere Bilder                          | Doppelmietshaus | Gartenstraße 4, 6 (Karte)                     | Um 1900                                                                        | Städtebaulich und baugeschichtlich von Bedeutung, Gründerzeitgebäude | 09265164 |
| Weitere Bilder                          | Mehrfamilienhaus einer Wohnanlage, mit Einfriedung                                                                                         | Gartenstraße 9, 11 (Karte)                    | 1920er Jahre                                                                   | Zeittypische Putzbauten, städtebaulich und baugeschichtlich von Bedeutung | 09265161 |
| Weitere Bilder                          | Mehrfamilienhaus einer Wohnanlage, mit Einfriedung                                                                                         | Gartenstraße 10, 12 (Karte)                   | 1930                                                                           | Zeittypische Putzbauten, städtebaulich und baugeschichtlich von Bedeutung | 09265159 |
| Weitere Bilder                          | Mehrfamilienhaus einer Wohnanlage, mit Einfriedung                                                                                         | Gartenstraße 13, 15 (Karte)                   | 1920er Jahre                                                                   | Zeittypische Putzbauten, städtebaulich und baugeschichtlich von Bedeutung | 09265155 |
| Weitere Bilder                          | Mehrfamilienhaus einer Wohnanlage, mit Einfriedung                                                                                         | Gartenstraße 14, 16 (Karte)                   | 1930                                                                           | Zeittypische Putzbauten, städtebaulich und baugeschichtlich von Bedeutung | 09265157 |
| Weitere Bilder                          | Mietshaus in halboffener Bebauung (Doppelhaus mit August-Bebel-Straße 12)                                                                  | Gartenstraße 20 (Karte)                       | Um 1900                                                                        | Städtebaulich und baugeschichtlich von Bedeutung, ein Gründerzeithaus (zum Teil Klinkerfassade) | 09300913 |
| Direkt Bild zu diesem Denkmal hochladen | Mietshaus in geschlossener Bebauung | Großenhainer Straße 3 (Karte)                 | Ende 19. Jahrhundert                                                           | Städtebaulich und baugeschichtlich von Bedeutung, ein Gründerzeithaus mit straßenbildprägendem Erker und Ladeneinbauten | 09300931 |
| Direkt Bild zu diesem Denkmal hochladen | Mietshaus in geschlossener Bebauung | Großenhainer Straße 5 (Karte)                 | Ende 19. Jahrhundert                                                           | Städtebaulich und baugeschichtlich von Bedeutung, ein Gründerzeithaus mit Ladeneinbauten | 09300932 |
| Direkt Bild zu diesem Denkmal hochladen | Mietshaus in geschlossener Bebauung | Großenhainer Straße 7 (Karte)                 | Bezeichnet mit 1898                                                            | Städtebaulich und baugeschichtlich von Bedeutung, ein Gründerzeithaus (Klinkerfassade) | 09265069 |
| Direkt Bild zu diesem Denkmal hochladen | Hotel Ross in geschlossener Bebauung | Großenhainer Straße 9 (Karte)                 | Bezeichnet mit 1898                                                            | Städtebaulich, ortsgeschichtlich und baugeschichtlich von Bedeutung, ein Gründerzeitbau (Klinkerfassade) im Stil der deutschen Neorenaissance | 09265070 |
| Direkt Bild zu diesem Denkmal hochladen | Wohnhaus in geschlossener Bebauung | Großenhainer Straße 13 (Karte)                | 1. Hälfte 19. Jahrhundert                                                      | Städtebaulich von Bedeutung | 09265072 |
| Direkt Bild zu diesem Denkmal hochladen | Wohnhaus in geschlossener Bebauung | Großenhainer Straße 15 (Karte)                | 1. Hälfte 19. Jahrhundert                                                      | Mit Laden, städtebaulich und baugeschichtlich von Bedeutung, vorgründerzeitliche Bebauung | 09265073 |
| Direkt Bild zu diesem Denkmal hochladen | Wohnhaus in halboffener Bebauung | Großenhainer Straße 17 (Karte)                | 1. Hälfte 19. Jahrhundert                                                      | Mit Laden, städtebaulich und baugeschichtlich von Bedeutung, vorgründerzeitliche Bebauung | 09265074 |
| Direkt Bild zu diesem Denkmal hochladen | Villa mit Einfriedung und Torpfeilern | Großenhainer Straße 23 (Karte)                | Ende 19. Jahrhundert                                                           | Städtebaulich und baugeschichtlich von Bedeutung, beeindruckender Verandenvorbau an dem Gründerzeithaus. Ehemals denkmalgeschützte Remise im Hof zwischen 2009 und 2011 abgerissen. | 09265075 |
| Direkt Bild zu diesem Denkmal hochladen | Villa mit Einfriedung | Großenhainer Straße 25 (Karte)                | Ende 19. Jahrhundert                                                           | Städtebaulich und baugeschichtlich von Bedeutung, Verandenvorbau an dem Gründerzeithaus | 09265076 |
| Direkt Bild zu diesem Denkmal hochladen | Villa mit Einfriedung | Großenhainer Straße 27 (Karte)                | Ende 19. Jahrhundert                                                           | Städtebaulich und baugeschichtlich von Bedeutung, Verandenvorbau an dem Gründerzeithaus | 09265077 |
| Direkt Bild zu diesem Denkmal hochladen | Mietshaus in offener Bebauung, mit Einfriedung                                                                                             | Großenhainer Straße 43 (Karte)                | Bezeichnet mit 1902                                                            | Städtebaulich und baugeschichtlich von Bedeutung, ein Gründerzeithaus (Klinkerfassade) | 09265191 |
|                                         | Ehemalige Teichmühle, später Brauerei Germania                                                                                             | Großenhainer Straße 49 (Karte)                | Bezeichnet mit 1815                                                            | Städtebaulich, ortsgeschichtlich und baugeschichtlich von Bedeutung, ein straßenbildprägender Fachwerkbau | 09265140 |
| Direkt Bild zu diesem Denkmal hochladen | Wohnhaus in halboffener Bebauung | Großenhainer Straße 57 (Karte)                | Um 1880                                                                        | Mit Laden, städtebaulich und baugeschichtlich von Bedeutung, ein Gründerzeithaus | 09265930 |
| Direkt Bild zu diesem Denkmal hochladen | Wohnhaus in offener Bebauung | Großenhainer Straße 61 (Karte)                | Um 1880                                                                        | Städtebaulich und baugeschichtlich von Bedeutung, ein Gründerzeithaus | 09265932 |
| Direkt Bild zu diesem Denkmal hochladen | Mietshaus (Nr. 63) in offener Bebauung, mit Hinterhaus (Nr. 63b/63c)                                                                       | Großenhainer Straße 63, 63b, 63c (Karte)      | Um 1900                                                                        | Städtebaulich und baugeschichtlich von Bedeutung, ein Gründerzeitbau mit Klinkerfassade | 09265192 |
| Direkt Bild zu diesem Denkmal hochladen | Turmholländer | Großenhainer Straße 73 (bei) (Karte)          | Ehemals bezeichnet mit 1796                                                    | Windmühle mit technikgeschichtlicher Bedeutung | 09269210 |
| Weitere Bilder                          | Wohnhaus in halboffener Bebauung | Grundstraße 4 (Karte)                         | Um 1905                                                                        | Städtebaulich und baugeschichtlich von Bedeutung, im Stil der späten Neugotik | 09265146 |
| Weitere Bilder                          | Wohnhaus in geschlossener Bebauung | Grundstraße 6 (Karte)                         | Um 1905                                                                        | Städtebaulich und baugeschichtlich von Bedeutung, im Stil der deutschen Neurenaissance | 09265147 |
| Weitere Bilder                          | Wohnhaus in halboffener Bebauung, Ecklage                                                                                                  | Grundstraße 8 (Karte)                         | Um 1905                                                                        | Städtebaulich und baugeschichtlich von Bedeutung, im Stil der späten Neugotik | 09265148 |
| Direkt Bild zu diesem Denkmal hochladen | Mietshaus in geschlossener Bebauung, Ecklage                                                                                               | Gustav-Graf-Straße 2 (Karte)                  | 1880er Jahre                                                                   | Städtebaulich und baugeschichtlich von Bedeutung, ein Gründerzeithaus (Klinkerfassade) | 09265100 |
| Direkt Bild zu diesem Denkmal hochladen | Mietshaus in geschlossener Bebauung | Gustav-Graf-Straße 4 (Karte)                  | 1880er Jahre                                                                   | Städtebaulich und baugeschichtlich von Bedeutung, ein Gründerzeithaus (Klinkerfassade) | 09265101 |
| Direkt Bild zu diesem Denkmal hochladen | Mietshaus in geschlossener Bebauung | Gustav-Graf-Straße 6 (Karte)                  | 1880er Jahre                                                                   | Städtebaulich und baugeschichtlich von Bedeutung, ein Gründerzeithaus (Klinkerfassade) | 09265102 |
| Direkt Bild zu diesem Denkmal hochladen | Mietshaus in geschlossener Bebauung | Gustav-Graf-Straße 7 (Karte)                  | Bezeichnet mit 1902                                                            | Städtebaulich und baugeschichtlich von Bedeutung, ein Gründerzeithaus (Klinkerfassade) im Stil später Neugotik und deutscher Neurenaissance, mit Ladeneinbau | 09265099 |
| Direkt Bild zu diesem Denkmal hochladen | Mietshaus in geschlossener Bebauung | Gustav-Graf-Straße 8 (Karte)                  | Ende 19. Jahrhundert                                                           | Städtebaulich und baugeschichtlich von Bedeutung, ein Gründerzeithaus (Klinkerfassade) | 09265103 |
| Direkt Bild zu diesem Denkmal hochladen | Mietshaus in geschlossener Bebauung | Gustav-Graf-Straße 10 (Karte)                 | 1890er Jahre                                                                   | Städtebaulich und baugeschichtlich von Bedeutung, ein Gründerzeithaus (Klinkerfassade) | 09265104 |
| Direkt Bild zu diesem Denkmal hochladen | Mietshaus in halboffener Bebauung, Ecklage                                                                                                 | Gustav-Graf-Straße 11 (Karte)                 | Um 1910                                                                        | Städtebaulich und baugeschichtlich von Bedeutung, ein Bau im Reformstil der Zeit nach 1900 | 09265097 |
| Direkt Bild zu diesem Denkmal hochladen | Mietshaus in geschlossener Bebauung | Gustav-Graf-Straße 12 (Karte)                 | 1890er Jahre                                                                   | Städtebaulich und baugeschichtlich von Bedeutung, ein Gründerzeithaus (Klinkerfassade) | 09265105 |
| Direkt Bild zu diesem Denkmal hochladen | Mietshaus in geschlossener Bebauung | Gustav-Graf-Straße 14 (Karte)                 | Um 1902                                                                        | Städtebaulich und baugeschichtlich von Bedeutung, ein Gründerzeithaus (Klinkerfassade) mit Anklängen an den Stil der späten Neugotik und deutschen Neurenaissance | 09265106 |
| Direkt Bild zu diesem Denkmal hochladen | Mietshaus in halboffener Bebauung und Ecklage                                                                                              | Gustav-Graf-Straße 16 (Karte)                 | Anfang 20. Jahrhundert                                                         | Städtebaulich und baugeschichtlich von Bedeutung, ein Gründerzeithaus (mehrfarbige Klinkerfassade) im Stil des späten Historismus | 09265107 |
| Direkt Bild zu diesem Denkmal hochladen | Mietshaus in geschlossener Bebauung konzipiert                                                                                             | Gustav-Graf-Straße 17 (Karte)                 | Um 1910                                                                        | Städtebaulich und baugeschichtlich von Bedeutung, ein Bau im Reformstil der Zeit nach 1900 | 09265095 |
| Direkt Bild zu diesem Denkmal hochladen | Haus einer Wohnanlage (mit Gustav-Graf-Straße 20, 22, 24, 26 durch einen Torbogen verbunden)                                               | Gustav-Graf-Straße 18 (Karte)                 | 1924–1927                                                                      | Städtebaulich und baugeschichtlich von Bedeutung, ein Bau im Reformstil der Zeit nach 1900 (Heimatstil) | 09265108 |
| Direkt Bild zu diesem Denkmal hochladen | Hauszeile einer Wohnanlage (mit Gustav-Graf-Straße 18), mit Vorgärten und Einfriedung                                                      | Gustav-Graf-Straße 20, 22, 24, 26 (Karte)     | 1924–1927                                                                      | Städtebaulich und baugeschichtlich von Bedeutung, ein Bau im Reformstil der Zeit nach 1900 (Heimatstil) | 09265109 |
| Direkt Bild zu diesem Denkmal hochladen | Hauszeile einer Wohnanlage (mit Gustav-Graf-Straße 34, 36, Hainstraße 2 sowie verbunden mit Gustav-Graf-Straße 26 durch einen Torbogen)    | Gustav-Graf-Straße 28, 30, 32 (Karte)         | 1928                                                                           | Städtebaulich und baugeschichtlich von Bedeutung, ein Bau mit Anklängen an den Expressionismus | 09265113 |
| Direkt Bild zu diesem Denkmal hochladen | Mietshaus in geschlossener Bebauung konzipiert, aber bis heute in halboffener Bebauung                                                     | Gustav-Graf-Straße 29 (Karte)                 | Nach 1900                                                                      | Städtebaulich und baugeschichtlich von Bedeutung, ein Gründerzeithaus (Klinkerfassade) mit Jugendstilelementen | 09266265 |
| Direkt Bild zu diesem Denkmal hochladen | Mietshaus in geschlossener Bebauung | Gustav-Graf-Straße 31 (Karte)                 | Nach 1900                                                                      | Städtebaulich und baugeschichtlich von Bedeutung, ein Gründerzeithaus (Klinkerfassade) | 09269063 |
| Direkt Bild zu diesem Denkmal hochladen | Zwei Wohnhäuser einer Wohnanlage (Hauszeile mit Hainstraße 2 sowie mit Gustav-Graf-Straße 28, 30, 32)                                      | Gustav-Graf-Straße 34, 36 (Karte)             | 1920er Jahre                                                                   | Städtebaulich und baugeschichtlich von Bedeutung, ein Bau mit Anklängen an die Neue Sachlichkeit | 09300941 |
| Direkt Bild zu diesem Denkmal hochladen | Wohnhaus in halboffener Bebauung | Hafenstraße 1 (Karte)                         | Um 1895                                                                        | Städtebaulich und baugeschichtlich von Bedeutung, ein Gründerzeithaus mit Ladeneinbau | 09269099 |
| Direkt Bild zu diesem Denkmal hochladen | Mietshaus in geschlossener Bebauung | Hafenstraße 4 (Karte)                         | Bezeichnet mit 1897                                                            | Städtebaulich und baugeschichtlich von Bedeutung, ein Gründerzeithaus | 09269100 |
| Direkt Bild zu diesem Denkmal hochladen | Mietshaus in geschlossener Bebauung | Hafenstraße 7 (Karte)                         | Nach 1900                                                                      | Städtebaulich und baugeschichtlich von Bedeutung, ein Jugendstilbau, ortsbildprägend, die Rückfront zur Elbe gerichtet | 09269101 |
| Direkt Bild zu diesem Denkmal hochladen | Mietshaus in halboffener Bebauung | Hafenstraße 9 (Karte)                         | Um 1905                                                                        | Städtebaulich und baugeschichtlich von Bedeutung, ein Bau im Stil der deutschen Neurenaissance, ortsbildprägend, die repräsentative Rückfront mit Turm und Giebel zur Elbe gerichtet | 09269102 |
| Direkt Bild zu diesem Denkmal hochladen | Villa mit Einfriedung | Hafenstraße 13 (Karte)                        | Ende 19. Jahrhundert                                                           | Städtebaulich und baugeschichtlich von Bedeutung, die ortsbildprägende Hauptschauseite an der Rückfront zur Elbe | 09266271 |
|                                         | Villa | Hafenstraße 15 (Karte)                        | Um 1900                                                                        | Städtebaulich und baugeschichtlich von Bedeutung, im Stil der deutschen Neurenaissance, die ortsbildprägende Hauptfassade mit Eckturm und Giebel an der Rückfront zur Elbe | 09269103 |
| Direkt Bild zu diesem Denkmal hochladen | Bauernhaus | Hafenstraße 18 (Karte)                        | Bezeichnet mit 1816                                                            | Sozial- und baugeschichtlich von Bedeutung, Zeugnis bäuerlicher Lebensweise vergangener Zeiten (Fachwerkbau) | 09269104 |
| Direkt Bild zu diesem Denkmal hochladen | Mietvilla mit großem Garten | Hafenstraße 19a (Karte)                       | 1904                                                                           | Städtebaulich und baugeschichtlich von Bedeutung, die ortsbildprägende Hauptschauseite an der Rückfront zur Elbe | 09269105 |
| Direkt Bild zu diesem Denkmal hochladen | Bauernhaus | Hafenstraße 21 (Karte)                        | 1. Hälfte 19. Jahrhundert, spätere Überformungen                               | Sozial- und baugeschichtlich von Bedeutung, Zeugnis bäuerlicher Lebensweise vergangener Zeiten (verschieferter Fachwerkbau) | 09269106 |
| Direkt Bild zu diesem Denkmal hochladen | Mietshaus in offener Bebauung und Ecklage, mit Einfriedung                                                                                 | Hafenstraße 25 (Karte)                        | 1898                                                                           | Städtebaulich und baugeschichtlich von Bedeutung, ein Gründerzeithaus, mit Ladeneinbau | 09266272 |
| Direkt Bild zu diesem Denkmal hochladen | Villa mit Einfriedung | Hafenstraße 26 (Karte)                        | Laut Angabe 1882                                                               | Städtebaulich, sozialgeschichtlich, künstlerisch und baugeschichtlich von Bedeutung, repräsentatives Gebäude im Stil der Neurenaissance der Dresdner Semper-Nicolai-Schule, Hauptfassade zur Niederfährer Straße | 09269108 |
|                                         | Ohmsche Villa mit Nebengebäude (Louise-Otto-Straße 3), Gartenpavillon und Einfriedung (heute Hotel)                                        | Hafenstraße 27 (Louise-Otto-Straße 3) (Karte) | 1870 (Fabrikantenvilla), 1913 (Einfriedung)                                    | Städtebaulich, künstlerisch, ortshistorisch und baugeschichtlich von Bedeutung, prachtvolle ehemalige Fabrikantenvilla von Kommerzienrat Felix Ohm, nach 1891 Inhaber der Firma Bidtelia, buntglasierte Verblendziegelfassaden, im späthistoristischen Stil mit Jugendstilelementen, ortsbildprägende Rückseite zur Elbe | 09269109 |
| Direkt Bild zu diesem Denkmal hochladen | Mietshaus in geschlossener Bebauung | Hafenstraße 33 (Karte)                        | Nach 1890                                                                      | Städtebaulich und baugeschichtlich von Bedeutung, ein Gründerzeithaus | 09269110 |
| Direkt Bild zu diesem Denkmal hochladen | Mietshaus in geschlossener Bebauung | Hafenstraße 35 (Karte)                        | 1870er Jahre                                                                   | Städtebaulich und baugeschichtlich von Bedeutung, ein Gründerzeithaus | 09269111 |
| Direkt Bild zu diesem Denkmal hochladen | Mietshaus in halboffener Bebauung, als geschlossene Bebauung konzipiert                                                                    | Hafenstraße 37 (Karte)                        | 1870er Jahre                                                                   | Städtebaulich und baugeschichtlich von Bedeutung, ein Gründerzeithaus | 09269112 |
|                                         | Villa | Hafenstraße 50 (Karte)                        | Bezeichnet mit 1866                                                            | Baugeschichtlich und künstlerisch von Bedeutung | 09266370 |
| Direkt Bild zu diesem Denkmal hochladen | Schraubenfährdampfer „Wehlen-Bastei“ | Hafenstraße 51 (Karte)                        | 1925                                                                           | Letztes auf der Elbe eingesetztes Fährdampfschiff, als Zeugnis der Binnenschifffahrt auf der Elbe mittels dampfbetriebener Fähren von technikgeschichtlicher, verkehrsgeschichtlicher und ortshistorischer Bedeutung | 09304655 |
| Direkt Bild zu diesem Denkmal hochladen | Wohnhaus einer Wohnanlage (Hauszeile mit Gustav-Graf-Straße 34, 36), Ecklage                                                               | Hainstraße 2 (Karte)                          | 1920er Jahre                                                                   | Städtebaulich und baugeschichtlich von Bedeutung, ein Bau mit Anklängen an die Neue Sachlichkeit | 09269068 |
|                                         | Gymnasium Franziskaneum Meißen: Schule mit allen Gebäudeteilen (u. a. Turnhalle), dazu die Weinbergschule (siehe Ludwig-Richter-Straße 15) | Kändlerstraße 1 (Karte)                       | 1905–1907                                                                      | Künstlerisch, städtebaulich, landschaftsgestaltend, kunsthistorisch, ortsgeschichtlich und ortsbildprägend von Bedeutung, das Franziskaneum ist ein repräsentativer Jugendstilbau, Dominante des Ratsweinberges | 09269126 |
| Direkt Bild zu diesem Denkmal hochladen | Ehemaliges Gasthaus „Fähr-Schänke“, heute Wohnhaus, mit Nebengebäude (Remise und Stallungen) und Einfriedungsmauer des Grundstücks         | Lindenplatz 5 (Karte)                         | Bezeichnet mit 1874                                                            | Orts- und baugeschichtlich von Bedeutung | 09265187 |
| Direkt Bild zu diesem Denkmal hochladen | Mietshaus in halboffener Bebauung und Ecklage                                                                                              | Louise-Otto-Straße 1 (Karte)                  | Um 1900                                                                        | Mit Laden, städtebaulich und baugeschichtlich von Bedeutung, ein Gründerzeithaus mit straßenbildprägenden Balkonen | 09269132 |
| Direkt Bild zu diesem Denkmal hochladen | Mietshaus in halboffener Bebauung und Ecklage                                                                                              | Louise-Otto-Straße 2 (Karte)                  | Bezeichnet mit 1900                                                            | Städtebaulich und baugeschichtlich von Bedeutung, ein Gründerzeithaus, Klinkerfassade | 09269133 |
| Direkt Bild zu diesem Denkmal hochladen | Weinbergschule, heute Gymnasium Franziskaneum Meißen                                                                                       | Ludwig-Richter-Straße 15 (Karte)              | 1909                                                                           | Heute zum Gymnasium Franziskaneum gehörend (siehe Kändlerstraße 1), städtebaulich und baugeschichtlich von Bedeutung, stattlicher Bau im Reformstil der Zeit nach 1900 | 09267187 |
| Direkt Bild zu diesem Denkmal hochladen | Mietshaus in geschlossener Bebauung | Melzerstraße 1 (Karte)                        | Um 1890                                                                        | Städtebaulich und baugeschichtlich von Bedeutung, ein Gründerzeithaus | 09265091 |
| Direkt Bild zu diesem Denkmal hochladen | Mietshaus in geschlossener Bebauung, Ecklage                                                                                               | Melzerstraße 2 (Karte)                        | Um 1890                                                                        | Städtebaulich und baugeschichtlich von Bedeutung, ein Gründerzeithaus | 09265094 |
| Direkt Bild zu diesem Denkmal hochladen | Mietshaus in geschlossener Bebauung | Melzerstraße 3 (Karte)                        | 1895                                                                           | Städtebaulich und baugeschichtlich von Bedeutung, ein Gründerzeithaus mit straßenbildprägender Haube | 09265090 |
| Direkt Bild zu diesem Denkmal hochladen | Mietshaus in geschlossener Bebauung | Melzerstraße 4 (Karte)                        | Um 1890                                                                        | Städtebaulich und baugeschichtlich von Bedeutung, ein Gründerzeithaus | 09265093 |
| Direkt Bild zu diesem Denkmal hochladen | Mietshaus in geschlossener Bebauung | Melzerstraße 5 (Karte)                        | Um 1890                                                                        | Städtebaulich und baugeschichtlich von Bedeutung, ein Gründerzeithaus | 09265089 |
| Direkt Bild zu diesem Denkmal hochladen | Mietshaus in geschlossener Bebauung konzipiert, halboffene Bebauung                                                                        | Melzerstraße 6 (Karte)                        | Um 1890                                                                        | Städtebaulich und baugeschichtlich von Bedeutung, ein Gründerzeithaus | 09265092 |
| Direkt Bild zu diesem Denkmal hochladen | Mietshaus in geschlossener Bebauung | Melzerstraße 7 (Karte)                        | Um 1890                                                                        | Städtebaulich und baugeschichtlich von Bedeutung, ein Gründerzeithaus (Klinkerfassade, Haube) | 09265088 |
| Direkt Bild zu diesem Denkmal hochladen | Mietshaus in geschlossener Bebauung | Melzerstraße 9 (Karte)                        | Um 1890                                                                        | Städtebaulich und baugeschichtlich von Bedeutung, ein Gründerzeithaus | 09265087 |
| Direkt Bild zu diesem Denkmal hochladen | Mietshaus in geschlossener Bebauung, Ecklage                                                                                               | Melzerstraße 11 (Karte)                       | 1896                                                                           | Städtebaulich und baugeschichtlich von Bedeutung, ein Gründerzeithaus | 09265086 |
| Weitere Bilder                          | Mietshaus in halboffener Bebauung, Ecklage (Wohnanlage mit Pestalozzistraße 2 und Niederfährer Straße 51)                                  | Melzerstraße 24 (Karte)                       | 1915                                                                           | Städtebaulich und baugeschichtlich von Bedeutung, ein Bau im Reformstil der Zeit nach 1910 | 09265048 |
| Direkt Bild zu diesem Denkmal hochladen | Wohnhaus in geschlossener Bebauung, Ecklage                                                                                                | Melzerstraße 31 (Karte)                       | Um 1880                                                                        | Städtebaulich und baugeschichtlich von Bedeutung, ein früher Gründerzeitbau | 09265081 |
| Direkt Bild zu diesem Denkmal hochladen | Mietshaus und Reithalle, in geschlossener Bebauung                                                                                         | Niederfährer Straße 10, 12 (Karte)            | Um 1910                                                                        | Städtebaulich und baugeschichtlich von Bedeutung, repräsentativer Gründerzeitbau (Klinkerfassade) | 09265055 |
| Direkt Bild zu diesem Denkmal hochladen | Wohnstallhaus mit Nebengebäude | Niederfährer Straße 17 (Karte)                | Bezeichnet mit 1800                                                            | Städtebaulich und baugeschichtlich von Bedeutung, Zeugnis ländlicher Wohn- und Wirtschaftsweise im Ortsteil Niederfähre | 09265054 |
| Direkt Bild zu diesem Denkmal hochladen | Wohnhaus | Niederfährer Straße 18 (Karte)                | Bezeichnet mit 1800                                                            | Städtebaulich und baugeschichtlich von Bedeutung, ein ländlicher Fachwerkbau, Zeugnis ländlicher Wohn- und Wirtschaftsweise im Ortsteil Niederfähre, ein ländlicher Wohnbau | 09265052 |
| Weitere Bilder                          | Mietshaus in offener Bebauung | Niederfährer Straße 28 (Karte)                | Bezeichnet mit 1900                                                            | Städtebaulich und baugeschichtlich von Bedeutung, ein Gründerzeithaus, Klinkerfassade | 09265051 |
| Weitere Bilder                          | Wohnhaus mit Einfriedung | Niederfährer Straße 32 (Karte)                | Ende 19. Jahrhundert                                                           | Städtebaulich und baugeschichtlich von Bedeutung, ländlicher Wohnbau | 09266274 |
| Weitere Bilder                          | Mietshaus in geschlossener Bebauung | Niederfährer Straße 35 (Karte)                | Bezeichnet mit 1889                                                            | Städtebaulich und baugeschichtlich von Bedeutung, ein Gründerzeithaus (reichgegliederte Putzfassade) | 09265049 |
| Weitere Bilder                          | Mietshaus in geschlossener Bebauung | Niederfährer Straße 37 (Karte)                | Ende 19. Jahrhundert                                                           | Städtebaulich und baugeschichtlich von Bedeutung, ein Gründerzeithaus | 09265816 |
| Weitere Bilder                          | Mietshaus in geschlossener Bebauung | Niederfährer Straße 40 (Karte)                | 1880er Jahre                                                                   | Städtebaulich und baugeschichtlich von Bedeutung, ein Gründerzeithaus | 09265817 |
| Weitere Bilder                          | Mietshaus in geschlossener Bebauung (Doppelhaus mit Nr. 43)                                                                                | Niederfährer Straße 41 (Karte)                | Ende 19. Jahrhundert                                                           | Städtebaulich und baugeschichtlich von Bedeutung, ein Gründerzeithaus | 09265815 |
| Weitere Bilder                          | Doppelmietshaus in geschlossener Bebauung                                                                                                  | Niederfährer Straße 44, 46 (Karte)            | Um 1890                                                                        | Nummer 46 mit Ladeneinbau, städtebaulich und baugeschichtlich von Bedeutung, Gründerzeitbauten (mehrfarbige Klinkerfassade) | 09265818 |
| Weitere Bilder                          | Mietshaus in geschlossener Bebauung (Doppelhaus mit Nr. 45)                                                                                | Niederfährer Straße 47 (Karte)                | Um 1900                                                                        | Städtebaulich und baugeschichtlich von Bedeutung, ein Gründerzeithaus (Putzfassade mit Jugendstilanklängen) | 09265812 |
| Weitere Bilder                          | Mietshaus in halboffener Bebauung mit Einfriedung, Ecklage (Wohnanlage mit Pestalozzistraße 2 und Melzerstraße 24)                         | Niederfährer Straße 51 (Karte)                | 1915                                                                           | Städtebaulich und baugeschichtlich von Bedeutung, ein Bau im Reformstil der Zeit nach 1910 | 09265046 |
| Weitere Bilder                          | Mietshaus in halboffener Bebauung mit Einfriedung                                                                                          | Niederfährer Straße 53 (Karte)                | Ende 19. Jahrhundert                                                           | Städtebaulich und baugeschichtlich von Bedeutung, ein Gründerzeithaus | 09265333 |
| Weitere Bilder                          | Mietshaus in geschlossener Bebauung mit Einfriedung                                                                                        | Niederfährer Straße 55 (Karte)                | Ende 19. Jahrhundert                                                           | Städtebaulich und baugeschichtlich von Bedeutung, ein Gründerzeithaus | 09266270 |
| Weitere Bilder                          | Mietshaus in halboffener Bebauung mit Einfriedung                                                                                          | Niederfährer Straße 57 (Karte)                | Ende 19. Jahrhundert                                                           | Städtebaulich und baugeschichtlich von Bedeutung, ein Gründerzeithaus | 09265396 |
| Weitere Bilder                          | Mietshaus in geschlossener Bebauung (Wohnanlage mit Melzerstraße 24 und Niederfährer Straße 51)                                            | Pestalozzistraße 2 (Karte)                    | 1915                                                                           | Städtebaulich und baugeschichtlich von Bedeutung, ein Bau im Reformstil der Zeit nach 1910 | 09265047 |
| Weitere Bilder                          | Pestalozzischule | Pestalozzistraße 3 (Karte)                    | 1898                                                                           | Ortsgeschichtlich und baugeschichtlich von Bedeutung, ein Gründerzeitbau | 09265085 |
| Direkt Bild zu diesem Denkmal hochladen | Sachgesamtheit Ratsweinberg Meißen | Ratsweinberg 1 (Karte)                        | Bezeichnet mit 1788 (Winzerhaus)                                               | Sachgesamtheit Ratsweinberg mit dem Einzeldenkmalgebäude Ratsweinpresse (siehe 09269062) und Restflächen des Weinberges als Sachgesamtheitsteil; ortsgeschichtlich, städtebaulich und baugeschichtlich von Bedeutung, Zeugnis für den jahrhundertealten Weinbau in Meißen                                                | 09306254 |
| Direkt Bild zu diesem Denkmal hochladen | Hauptgebäude: Ratsweinpresse (Einzeldenkmal der Sachgesamtheit 09306254)                                                                   | Ratsweinberg 1 (Karte)                        | Bezeichnet mit 1788                                                            | Einzeldenkmal der Sachgesamtheit Ratsweinberg; ortsgeschichtlich, städtebaulich und baugeschichtlich von Bedeutung, Zeugnis für den jahrhundertealten Weinbau in Meißen | 09269062 |
| Direkt Bild zu diesem Denkmal hochladen | Klinikanlage, bestehend aus zwei untereinander verbundenen Gebäuden sowie Pavillon und Mauer an der Elbseite, heute Wohnhaus               | Ratsweinberg 2, 2a (Karte)                    | Spätes 18. Jahrhundert (Weingut); 1920er Jahre (Wohnhaus)                      | Städtebaulich und baugeschichtlich von Bedeutung, Bauten im Heimatstil | 09265068 |
|                                         | Villa mit Einfriedung | Ratsweinberg 6 (Karte)                        | Um 1900                                                                        | Baugeschichtlich, künstlerisch und ortsbildprägend von Bedeutung, weithin sichtbarer, herrschaftlicher Jugendstilbau auf dem Ratsweinberg | 09265067 |
| Direkt Bild zu diesem Denkmal hochladen | Wohnhaus in offener Bebauung mit Einfriedung                                                                                               | Ratsweinberg 8a (Karte)                       | Um 1920                                                                        | Ortsbildprägend und baugeschichtlich von Bedeutung, Anklänge an den Heimatstil | 09269672 |
| Direkt Bild zu diesem Denkmal hochladen | Wohnhaus in offener Bebauung, mit Einfriedung                                                                                              | Ratsweinberg 10 (Karte)                       | 1920er Jahre                                                                   | Baugeschichtlich von Bedeutung, versachlichter Heimatstil | 09265291 |
| Direkt Bild zu diesem Denkmal hochladen | Eigenheim mit Einfriedung | Ratsweinberg 13 (Karte)                       | Nach 1925                                                                      | Baugeschichtlich von Bedeutung, versachlichter Heimatstil | 09265065 |
| Weitere Bilder                          | Mietshaus in halboffener Bebauung, Ecklage                                                                                                 | Ringstraße 2 (Karte)                          | Um 1880                                                                        | Städtebaulich und baugeschichtlich von Bedeutung, ein Gründerzeithaus mit straßenbildprägenden Balkonen und Ladeneinbau | 09265820 |
| Weitere Bilder                          | Hauptgebäude eines Fabrikgeländes (ehemalige Druckmaschinenfabrik Müller)                                                                  | Ringstraße 10 (Karte)                         | Bezeichnet mit 1912                                                            | Ortsgeschichtlich, industriegeschichtlich und baugeschichtlich von Bedeutung, Ziegelsteinbauten mit barocken und Jugendstilanklängen | 09265149 |
| Weitere Bilder                          | Doppelmietshaus in offener Bebauung, mit Einfriedung                                                                                       | Ringstraße 19, 21 (Karte)                     | Um 1900                                                                        | Baugeschichtlich von Bedeutung, Gründerzeitbauten, Klinkerfassade mit ornamentalem Kachelfries unterhalb der Traufe | 09265150 |
| Weitere Bilder                          | Mietshaus in geschlossener Bebauung | Robert-Blum-Straße 3 (Karte)                  | Um 1890                                                                        | Städtebaulich und baugeschichtlich von Bedeutung, ein Gründerzeithaus | 09265132 |
| Weitere Bilder                          | Mietshaus in geschlossener Bebauung | Robert-Blum-Straße 4 (Karte)                  | Um 1890                                                                        | Städtebaulich und baugeschichtlich von Bedeutung, ein Gründerzeithaus | 09265131 |
| Direkt Bild zu diesem Denkmal hochladen | Mietshaus in geschlossener Bebauung | Rosa-Luxemburg-Straße 2 (Karte)               | Um 1890                                                                        | Städtebaulich und baugeschichtlich von Bedeutung, ein Gründerzeithaus | 09265127 |
| Direkt Bild zu diesem Denkmal hochladen | Mietshaus in geschlossener Bebauung | Rosa-Luxemburg-Straße 4 (Karte)               | Um 1890                                                                        | Städtebaulich und baugeschichtlich von Bedeutung, ein Gründerzeithaus | 09265128 |
| Direkt Bild zu diesem Denkmal hochladen | Mietshaus in geschlossener Bebauung | Rosa-Luxemburg-Straße 6 (Karte)               | Um 1890                                                                        | Städtebaulich und baugeschichtlich von Bedeutung, ein Gründerzeithaus mit schmuckreicher Putzfassade | 09265129 |
| Direkt Bild zu diesem Denkmal hochladen | Mietshaus in geschlossener Bebauung | Rosa-Luxemburg-Straße 8 (Karte)               | Bezeichnet mit 1898                                                            | Städtebaulich und baugeschichtlich von Bedeutung, ein Gründerzeithaus | 09265130 |
| Direkt Bild zu diesem Denkmal hochladen | Doppelmietshaus in halboffener Bebauung | Rosa-Luxemburg-Straße 16, 18 (Karte)          | Bezeichnet mit 1894 (Nummer 16), bezeichnet mit 1900 (Nummer 18)               | Städtebaulich und baugeschichtlich von Bedeutung, Gründerzeitbauten mit besonders schmuckreicher Putzfassade | 09265133 |
| Direkt Bild zu diesem Denkmal hochladen | Fabrikgebäude (ehemals wohl zur Fabrikanlage Ringstraße 10 gehörend), heute Unfallkasse Sachsen                                            | Rosa-Luxemburg-Straße 17a (Karte)             | Um 1912                                                                        | Orts-, industrie- und baugeschichtlich von Bedeutung | 09265151 |
| Direkt Bild zu diesem Denkmal hochladen | Mietshaus in halboffener Bebauung, in geschlossener Bebauung konzipiert                                                                    | Rosa-Luxemburg-Straße 19 (Karte)              | Nach 1900                                                                      | Städtebaulich und baugeschichtlich von Bedeutung, ein konventionelles Gründerzeithaus mit Jugendstilornamentik | 09265138 |
| Direkt Bild zu diesem Denkmal hochladen | Mietshaus in geschlossener Bebauung | Rosa-Luxemburg-Straße 20 (Karte)              | Bezeichnet mit 1900                                                            | Städtebaulich und baugeschichtlich von Bedeutung, ein Gründerzeithaus mit besonders schmuckreicher Klinkerfassade und straßenbildprägendem Erker | 09265135 |
| Direkt Bild zu diesem Denkmal hochladen | Mietshaus in geschlossener Bebauung | Rosa-Luxemburg-Straße 21 (Karte)              | Um 1890                                                                        | Städtebaulich und baugeschichtlich von Bedeutung, ein Gründerzeithaus mit Ladeneinbau | 09265139 |
| Direkt Bild zu diesem Denkmal hochladen | Mietshaus in geschlossener Bebauung (gestalterische Einheit mit Rosa-Luxemburg-Straße 26)                                                  | Rosa-Luxemburg-Straße 24 (Karte)              | Um 1900                                                                        | Städtebaulich und baugeschichtlich von Bedeutung, ein Gründerzeithaus mit reichgegliederter Putzfassade | 09265136 |
| Direkt Bild zu diesem Denkmal hochladen | Mietshaus in halboffener Bebauung, in geschlossener Bebauung konzipiert (gestalterische Einheit mit Rosa-Luxemburg-Straße 24)              | Rosa-Luxemburg-Straße 26 (Karte)              | Um 1900                                                                        | Städtebaulich und baugeschichtlich von Bedeutung, ein Gründerzeithaus mit reichgegliederter Putzfassade | 09265137 |
| Direkt Bild zu diesem Denkmal hochladen | Villa | Tonberg 9 (Karte)                             | Um 1880                                                                        | Städtebaulich, künstlerisch und baugeschichtlich von Bedeutung, repräsentativer Gründerzeitbau | 09300897 |
| Direkt Bild zu diesem Denkmal hochladen | Villa | Tonberg 11 (Karte)                            | Um 1880                                                                        | Städtebaulich und baugeschichtlich von Bedeutung, ein Gründerzeitbau | 09300898 |
| Direkt Bild zu diesem Denkmal hochladen | Villa mit Einfriedung | Tonberg 12 (Karte)                            | Um 1900                                                                        | Städtebaulich, künstlerisch und baugeschichtlich von Bedeutung, ein Bauwerk im Stil des späten Historismus | 09300899 |
| Direkt Bild zu diesem Denkmal hochladen | Villa | Tonberg 13 (Karte)                            | Um 1880                                                                        | Städtebaulich und baugeschichtlich von Bedeutung, ein Gründerzeitbau | 09300900 |
| Direkt Bild zu diesem Denkmal hochladen | Villa | Tonberg 18 (Karte)                            | Um 1900                                                                        | Städtebaulich und baugeschichtlich von Bedeutung, ein Gründerzeitbau mit Anklängen an den Stil der Neugotik | 09265078 |
| Direkt Bild zu diesem Denkmal hochladen | Villa mit Einfriedung | Tonberg 19 (Karte)                            | Um 1900                                                                        | Städtebaulich und baugeschichtlich von Bedeutung, ein Gründerzeitbau | 09265079 |
|                                         | Wohnhaus und Seitengebäude sowie Torpfeiler und Torgitter eines Weinbauernhofes                                                            | Vorbrücker Straße 1 (Karte)                   | Bezeichnet mit 1829                                                            | Baugeschichtlich, städtebaulich und ortsgeschichtlich von Bedeutung, teilweise als Fachwerkbau, Zeugnis des jahrhundertealten Weinbaus in der Meißner Region | 09265036 |
| Direkt Bild zu diesem Denkmal hochladen | Wohnhaus | Vorbrücker Straße 3 (Karte)                   | 1. Hälfte 19. Jahrhundert                                                      | Baugeschichtlich, städtebaulich und ortsgeschichtlich von Bedeutung, ein ländlicher Wohnbau | 09265038 |
| Direkt Bild zu diesem Denkmal hochladen | Wohnhaus | Vorbrücker Straße 4 (Karte)                   | Bezeichnet mit 1823                                                            | Baugeschichtlich, städtebaulich und ortsgeschichtlich von Bedeutung, ein ländlicher Wohnbau | 09265039 |
| Direkt Bild zu diesem Denkmal hochladen | Wohnhaus | Vorbrücker Straße 9 (Karte)                   | Bezeichnet mit 1801                                                            | Baugeschichtlich, städtebaulich und ortsgeschichtlich von Bedeutung, ein ländlicher Wohnbau | 09265040 |
| Direkt Bild zu diesem Denkmal hochladen | Wohnhaus | Vorbrücker Straße 12 (Karte)                  | Bezeichnet mit 1812                                                            | Baugeschichtlich, städtebaulich und ortsgeschichtlich von Bedeutung, ein ländlicher Wohnbau | 09265041 |
| Direkt Bild zu diesem Denkmal hochladen | Wohnhaus (Nr. 13a) und drei Keller (Nr. 13) eines ehemaligen Weingutes                                                                     | Vorbrücker Straße 13, 13a (Karte)             | 1. Hälfte 19. Jahrhundert (Nummer 13a), vermutlich 17. Jahrhundert (Nummer 13) | Baugeschichtlich, städtebaulich und ortsgeschichtlich von Bedeutung, das Haus Nummer 13 ein schlichter Bau wohl des frühen Barock (teilweise mit verbrettertem Fachwerkobergeschoss), Zeugnis des jahrhundertealten Weinbaus in Meißen                                                                                   | 09265042 |
| Direkt Bild zu diesem Denkmal hochladen | Mietshaus in offener Bebauung | Vorbrücker Straße 18 (Karte)                  | 1899                                                                           | Baugeschichtlich von Bedeutung, ein Gründerzeitbau mit Klinkerfassade und straßenbildprägendem Balkon | 09265045 |
| Direkt Bild zu diesem Denkmal hochladen | Mietshaus in offener Bebauung und Ecklage                                                                                                  | Vorbrücker Straße 26 (Karte)                  | Um 1900                                                                        | Städtebaulich und baugeschichtlich von Bedeutung, ein Gründerzeitbau mit repräsentativer Eckgestaltung | 09265080 |
| Direkt Bild zu diesem Denkmal hochladen | Wohnhaus in halboffener Bebauung | Vorbrücker Straße 30 (Karte)                  | Um 1900                                                                        | Städtebaulich und baugeschichtlich von Bedeutung, ein früher Gründerzeitbau | 09301143 |
| Direkt Bild zu diesem Denkmal hochladen | Villa (vermutlich eine Fabrikantenvilla) mit seitlicher Einfriedung und Hintergebäude                                                      | Vorbrücker Straße 31 (Karte)                  | Um 1880                                                                        | Baugeschichtlich und städtebaulich von Bedeutung, ein früher Gründerzeitbau, reichverzierte Straßenfassade mit noch spätklassizistischem Charakter | 09265143 |
| Direkt Bild zu diesem Denkmal hochladen | Mietshaus in halboffener Bebauung, Ecklage                                                                                                 | Vorbrücker Straße 34 (Karte)                  | Um 1900                                                                        | Städtebaulich und baugeschichtlich von Bedeutung, ein Gründerzeitbau mit repräsentativer Eckgestaltung (Balkone) | 09265141 |
| Direkt Bild zu diesem Denkmal hochladen | Mietshaus in halboffener Bebauung | Weinberggasse 10 (Karte)                      | Vor 1914                                                                       | Städtebaulich und baugeschichtlich von Bedeutung, ein Gründerzeithaus | 09265059 |
| Direkt Bild zu diesem Denkmal hochladen | Mietshaus in geschlossener Bebauung | Weinberggasse 11 (Karte)                      | Vor 1914                                                                       | Städtebaulich und baugeschichtlich von Bedeutung, ein Gründerzeithaus | 09265060 |
| Direkt Bild zu diesem Denkmal hochladen | Mietshaus in halboffener Bebauung | Weinberggasse 12 (Karte)                      | Vor 1914                                                                       | Städtebaulich und baugeschichtlich von Bedeutung, ein Gründerzeithaus | 09265061 |
| Direkt Bild zu diesem Denkmal hochladen | Wohnhaus ehemals in geschlossener Bebauung                                                                                                 | Zscheilaer Straße 2 (Karte)                   | Bezeichnet mit 1833                                                            | Städtebaulich und baugeschichtlich von Bedeutung, im Hof Loggien | 09269071 |
| Direkt Bild zu diesem Denkmal hochladen | Wohnhaus in Ecklage | Zscheilaer Straße 4 (Karte)                   | Um 1900                                                                        | Städtebaulich und baugeschichtlich von Bedeutung, ein Gründerzeithaus mit Laden | 09265441 |
| Direkt Bild zu diesem Denkmal hochladen | Wohnhaus in geschlossener Bebauung und Ecklage                                                                                             | Zscheilaer Straße 7 (Karte)                   | Um 1800                                                                        | Mit späterem Ladeneinbau, städtebaulich und baugeschichtlich von Bedeutung (Obergeschoss Fachwerk verputzt) | 09269073 |
| Direkt Bild zu diesem Denkmal hochladen | Wohnhaus in geschlossener Bebauung | Zscheilaer Straße 9 (Karte)                   | 1880er Jahre                                                                   | Städtebaulich und baugeschichtlich von Bedeutung, ein Gründerzeithaus | 09269074 |
|                                         | Wohnhaus | Zscheilaer Straße 10 (Karte)                  | 1. Hälfte 19. Jahrhundert                                                      | Ortsgeschichtlich von Bedeutung, Geburtshaus von Karl Gottfried Mäser, einem führenden Vertreter der Mormonen, ein ländlicher Wohnbau | 09269075 |
|                                         | Wohnhaus | Zscheilaer Straße 12 (Karte)                  | 1. Hälfte 19. Jahrhundert                                                      | Städtebaulich und baugeschichtlich von Bedeutung, (Obergeschoss Fachwerk verbrettert) | 09269076 |
| Direkt Bild zu diesem Denkmal hochladen | Mietvilla mit Einfriedung | Zscheilaer Straße 16 (Karte)                  | 1880er Jahre                                                                   | Städtebaulich und baugeschichtlich von Bedeutung, ein Gründerzeitbau | 09265033 |
| Direkt Bild zu diesem Denkmal hochladen | Wohnhaus | Zscheilaer Straße 17 (Karte)                  | 1. Hälfte 19. Jahrhundert                                                      | Städtebaulich und baugeschichtlich von Bedeutung (Obergeschoss Fachwerk verputzt) | 09269077 |
| Direkt Bild zu diesem Denkmal hochladen | Wohnhaus mit Heiste und Seitenflügel zum Hof                                                                                               | Zscheilaer Straße 18 (Karte)                  | Bezeichnet mit 1833                                                            | Städtebaulich und baugeschichtlich von Bedeutung | 09266275 |
| Weitere Bilder                          | Krankenhausanlage mit Nebengebäuden, auf dem Gelände das Crassosche Weinberghaus auf dem Kapellenberg                                      | Zscheilaer Straße 19 (Karte)                  | Bezeichnet mit 1588 (Weinberghaus); 1891 eingeweiht (Krankenhaus)              | Ortsgeschichtlich, künstlerisch, kunstgeschichtlich, heimatgeschichtlich, baugeschichtlich, landschaftsgestaltend und ortsbildprägend von Bedeutung, das Weinberghaus ein Renaissancebau – Zeugnis des jahrhundertealten Weinbaus in Meißen, das Krankenhaus ein Gründerzeitbau (Klinkerfassade)                         | 09265034 |
| Weitere Bilder                          | Mietshaus in halboffener Bebauung in Ecklage, mit Gaststätte Niederfährer Hof                                                              | Zscheilaer Straße 22 (Karte)                  | Ende 19. Jahrhundert                                                           | Städtebaulich und baugeschichtlich von Bedeutung, ein Gründerzeithaus | 09266273 |
| Direkt Bild zu diesem Denkmal hochladen | Mietshaus in geschlossener Bebauung | Zscheilaer Straße 33 (Karte)                  | Ende 19. Jahrhundert                                                           | Städtebaulich und baugeschichtlich von Bedeutung, ein Gründerzeithaus (Klinkerfassade) | 09265115 |
| Direkt Bild zu diesem Denkmal hochladen | Mietshaus in halboffener Bebauung, Ecklage                                                                                                 | Zscheilaer Straße 35 (Karte)                  | Bezeichnet mit 1896                                                            | Städtebaulich und baugeschichtlich von Bedeutung, ein Gründerzeithaus (Putzfassade) | 09265116 |
| Direkt Bild zu diesem Denkmal hochladen | Mietshaus in geschlossener Bebauung | Zscheilaer Straße 40 (Karte)                  | Ende 19. Jahrhundert                                                           | Städtebaulich und baugeschichtlich von Bedeutung, ein Gründerzeithaus mit Ladeneinbau | 09265126 |
| Direkt Bild zu diesem Denkmal hochladen | Mietshaus in geschlossener Bebauung in Ecklage                                                                                             | Zscheilaer Straße 42 (Karte)                  | Ende 19. Jahrhundert                                                           | Ehemals mit Gaststätte, städtebaulich und baugeschichtlich von Bedeutung, ein Gründerzeithaus (Klinkerfassade), straßenbildprägender Eckerker | 09265125 |
| Direkt Bild zu diesem Denkmal hochladen | Fabrikbau an der rechten Grundstücksgrenze (Vereinigte Graba- und Schreger-Werke)                                                          | Zscheilaer Straße 45 (Karte)                  | Bezeichnet mit 1897; hinterer Bauteil um 1912                                  | Orts- und baugeschichtlich von Bedeutung (roter Klinkerbau mit Gliederung in gelbem Klinker, Sandstein und Putz, hinterer Bauteil nur roter Klinker mit Putzbrüstungen), ortsbildprägende Lage in einem Industrieviertel                                                                                                 | 09265124 |
| Direkt Bild zu diesem Denkmal hochladen | Wohnhaushälfte (Doppelhaus mit Nr. 56), in halboffener Bebauung                                                                            | Zscheilaer Straße 54 (Karte)                  | Um 1900                                                                        | Städtebaulich und baugeschichtlich von Bedeutung, Gründerzeitgebäude mit Fachwerkgiebel | 09268883 |
| Direkt Bild zu diesem Denkmal hochladen | Ehemaliges Kontorgebäude einer Fabrik (Meißner Porzellan- und Majolikafabrik Edlich & Weisse), heute sogenanntes Bäckereihaus              | Zscheilaer Straße 57 (Karte)                  | 1889/1890                                                                      | Orts- und baugeschichtlich von Bedeutung, ein Gründerzeitgebäude | 09265118 |
| Weitere Bilder                          | Mietshaus in halboffener Bebauung, Eckgebäude                                                                                              | Zscheilaer Straße 75 (Karte)                  | Um 1900                                                                        | Städtebaulich und baugeschichtlich von Bedeutung, ein Gründerzeithaus | 09269070 |

## Ehemaliges Denkmal
| Bild                                    | Bezeichnung                   | Lage                    | Datierung                 | Beschreibung                                                                                            | ID       |
| --------------------------------------- | ----------------------------- | ----------------------- | ------------------------- | --- | -------- |
| Direkt Bild zu diesem Denkmal hochladen | Wohnhaus mit Mauereinfriedung | Weinberggasse 2 (Karte) | 1. Hälfte 19. Jahrhundert | Baugeschichtlich, städtebaulich und ortsgeschichtlich von Bedeutung. Zwischen 2001 und 2009 abgerissen. | 09265056 |

## Tabellenlegende
- Bild: Bild des Kulturdenkmals, ggf. zusätzlich mit einem Link zu weiteren Fotos des Kulturdenkmals im Medienarchiv Wikimedia Commons. Wenn man auf das Kamerasymbol klickt, können Fotos zu Kulturdenkmalen aus dieser Liste hochgeladen werden:
- Bezeichnung: Denkmalgeschützte Objekte und ggf. Bauwerksname des Kulturdenkmals
- Lage: Straßenname und Hausnummer oder Flurstücknummer des Kulturdenkmals. Die Grundsortierung der Liste erfolgt nach dieser Adresse. Der Link (Karte) führt zu verschiedenen Kartendiensten mit der Position des Kulturdenkmals. Fehlt dieser Link, wurden die Koordinaten noch nicht eingetragen. Sind diese bekannt, können sie über ein Tool mit einer Kartenansicht einfach nachgetragen werden. In dieser Kartenansicht sind Kulturdenkmale ohne Koordinaten mit einem roten bzw. orangen Marker dargestellt und können durch Verschieben auf die richtige Position in der Karte mit Koordinaten versehen werden. Kulturdenkmale ohne Bild sind an einem blauen bzw. roten Marker erkennbar.
- Datierung: Baubeginn, Fertigstellung, Datum der Erstnennung oder grobe zeitliche Einordnung entsprechend des Eintrags in der sächsischen Denkmaldatenbank
- Beschreibung: Kurzcharakteristik des Kulturdenkmals entsprechend des Eintrags in der sächsischen Denkmaldatenbank, ggf. ergänzt durch die dort nur selten veröffentlichten Erfassungstexte oder zusätzliche Informationen
- ID: Vom Landesamt für Denkmalpflege Sachsen vergebene, das Kulturdenkmal eindeutig identifizierende Objekt-Nummer. Der Link führt zum PDF-Denkmaldokument des Landesamtes für Denkmalpflege Sachsen. Bei ehemaligen Kulturdenkmalen können die Objektnummern unbekannt sein und deshalb fehlen bzw. die Links von aus der Datenbank entfernten Objektnummern ins Leere führen. Ein ggf. vorhandenes Icon  führt zu den Angaben des Kulturdenkmals bei Wikidata.

## Ausführliche Denkmaltexte
1. ↑  
Im Jahr 1925 auf der Schiffswerft Übigau, Maschinen- und Kesselfabrik Dresden-Übigau erbauter Schraubenfährdampfer aus Stahl mit runder Kimm und Flachkiel. 1928 unter dem Namen „Pötzscha-Wehlen–Bastei“ als Ablösung für den ersten Wehlener Fährdampfer „St. Wehlen–Pötzscha“ als ständige Personenfähre durch den Eigner Herold und Matthes, Wehlen (ab 1935 Herold und Weber) in Betrieb genommen. Versah zudem den Schleppdienst für die Wagenfähre, nach Einstellung dieser bis 1983 nur noch bei Außerdienststellung der Wehlener Gierseilfähre aufgrund von Hochwasser oder Eisgang eingesetzt. 1957 Namensänderung der Dampffähre auf „Wehlen–Bastei“, wurde im Gegensatz zu den anderen Wehlener Fähren – nun Eigentum des Rats der Stadt – nicht auf Dieselantrieb umgerüstet oder verschrottet, sondern Ende der 1960er Jahre geringfügig umgebaut (durch die Schiffswerft Königstein, Ersatz der Holz- durch eine Stahlkajüte, Veränderung der Fenster von rechteckiger zu quadratischer Form). 1976 neuer Eigner VEB Kraftverkehr Pirna. 1983–1985 Generalüberholung auf der Schiffswerft Laubegast (Erneuerung des Schiffsbodens, Aufarbeitung der Schiffsmaschine, Neuberohrung des Kessels), danach wieder unter Dampf in der Stadt Wehlen. 1987 Aufnahme in die Kreisdenkmalliste als Technisches Denkmal. 1991 Außerdienststellung wegen technischer Mängel und nachfolgende Liegezeit von 1991 bis 1995 auf der Schiffswerft Laubegast. Dort erst 1995 Sanierungsarbeiten und Rekonstruktion des äußeren Ursprungszustands (Entfernung der Stahlaufbauten, Ersatz durch Holzkajüte), aber Veränderung des inneren Aufbaus (Einbau von Toilette, Bordküche und zwei Salons sowie eines neuen Kessels mitsamt Ventilen, Kohlefeuerung weiterhin original), 1995 erneut Indienststellung des seit 1992 im Eigentum der Oberelbischen Verkehrsgesellschaft Pirna-Sebnitz (OVPS, Nachfolger des VEB Kraftverkehr Pirna) befindlichen Fährdampfers. Seit mindestens 2016 in privatem Eigentum. Als letztes auf der Elbe eingesetztes und weitgehend authentisch erhaltenes Fährdampfschiff ist die Dampffähre „Wehlen–Bastei“ trotz ihrer derzeitigen Außerbetriebstellung von großem technik- und verkehrshistorischem Wert. Seit 1928 zunächst als ständige Personenfähre und später als hochwasser- und eisgangtüchtiger zeitweiliger Ersatz für die örtliche Gierseilfähre in Betrieb, zeugt sie von der 1771 konzessionierten und seit 1892 mit dampfbetriebenen Fähren aufrechterhaltenen Fährverbindung zwischen Wehlen und Pötzscha. Der Schraubenfährdampfer ist damit auch von ortshistorischer Bedeutung.